# 리처드 싱
리처드 로렌스 밀링턴 싱(영어: Richard Laurence Millington Synge, FRS, 1914년 10월 28일 ~ 1994년 8월 18일)은 영국의 화학자이다. 1952년에 분배 크로마토그래피를 연구·발명한 공로로 아처 마틴과 함께 노벨 화학상을 수상했다.

## 인물
윈체스터 칼리지와 트리니티 칼리지를 졸업하고 1941년부터 1943년까지 잉글랜드 리즈의 양모산업연구협회에 소속됐고 1943년부터 1948년까지 런던의 리스터 예방의학연구소로 자리를 옮겼다. 1948년부터 1967년까지 스코틀랜드 애버딘에 있는 로웨트 연구소에서 연구원으로 근무했고 1967년부터 1976년까지 노리치에 있는 식품 연구소에 연구원으로 있었다. 양모산업연구협회에 근무할 당시 아처 마틴과 알게 되면서 분배 크로마토그래피 연구를 공동으로 실시했다.
1942년부터 1948년까지 그라미시딘을 연구했고 프레더릭 생어는 훗날 인슐린을 연구할 때 참고로 했다. 1968년부터 이스트앵글리아 대학교에서 생물과학 교수를 맡았고 1994년에 향년 79세의 나이로 사망했다.

## 수상 경력
- 1952년 : 노벨 화학상
- 1959년 : John Price Wetherill Medal